# Ulrich Bielefeld
Ulrich Bielefeld (* 1951) ist ein deutscher Soziologe.

## Leben
Er studierte Soziologie und Sozialgeschichte an der Universität München. Von 1982 bis 1987 war er wissenschaftlicher Mitarbeiter am Institut für Soziologie in Darmstadt und Berater des Europarates. Von 1988 bis 2017 war er am Hamburger Institut für Sozialforschung tätig, sowie Privatdozent am Institut für Soziologie der TU Darmstadt. 2001 war er Gastwissenschaftler der Fondation Maison des Sciences de l’Homme und Lehrbeauftragter an verschiedenen Institutionen, einschließlich der Institute für Soziologie an den Universitäten Frankfurt am Main, Hamburg und Hannover.
Seine Themenschwerpunkte sind Kollektivität und politische Soziologie, Mehrheiten und Minderheiten, Migration und Rassismus. 

## Schriften (Auswahl)
- mit Reinhard Kreissl und Thomas Münster: Junge Ausländer im Konflikt. Lebenssituationen und Überlebensformen (= Juventa-Materialien. Band 56). Juventa-Verlag, München 1982, ISBN 3-7799-0656-2.
- Inländische Ausländer. Zum gesellschaftlichen Bewusstsein türkischer Jugendlicher in der Bundesrepublik. Campus-Verlag, Frankfurt/New York 1988, ISBN 3-593-33991-9 (zugleich Dissertation, Darmstadt 1987).
- Das Eigene und das Fremde. Neuer Rassismus in der Alten Welt? Hamburger Edition, Hamburg 1998, ISBN 978-3930908356.
- Nation und Gesellschaft. Selbstthematisierungen in Deutschland und Frankreich. Hamburger Edition, Hamburg 2003, ISBN 3-930908-83-2.
- Wie weiter mit Max Weber? (= Wie weiter mit ...?). Hamburger Edition, Hamburg 2008, ISBN 978-3-936096-97-2.